# Carrikerella ceratophora
Carrikerella ceratophora är en bönsyrseart som beskrevs av Morgan Hebard 1922. Carrikerella ceratophora ingår i släktet Carrikerella och familjen Thespidae. Inga underarter finns listade i Catalogue of Life.